# Pen y Fan
Pen y Fan (Skabelon:IPA-cy) er det højeste bjerg i South Wales, og det ligger i Brecon Beacons National Park. Toppen er 886 moh. og det er også den højeste britiske tinde syd for Cadair Idris i Snowdonia. Det er det højeste top i det historiske county Brecknockshire (der i moderne administrative termer ligger i Powys). Tvillingetoppene Pen y Fan og Corn Du på 873 m blev tidligere omtalt som Cadair Arthur eller 'Arthur's Seat'.
Bjerget og det omkringliggende område ejes af National Trust der forsøger at bekæmpe erosion af bjergene, der opstår som følge af dets store popularitet for vandrere. Bjerget bruges af militæret som en del af udvælgelsesproceduren til specialtropperne. Tre soldater døde efter at være kollapset i felten i juli 2013 under deltagelse i en testmarch kaldet Point-to-Point under træning til Special Air Service-udvælgelse.